# 요동도지휘사사
요동도지휘사사(遼東都指揮使司), 약칭 요동도사(遼東都司)는 명나라가 요동 지방에 설치한 행정 구역으로 산동성에 예속되어 있었다. 1371년(홍무 4년) 7월, 원나라가 요양등처행중서성(遼陽等處行中書省)으로 설치했던 것을 정요도위(定遼都衛)로 칭했다. 1373년(홍무 6년), 요양부(遼陽府)를 설치했다. 1375년(홍무 8년) 10월, 요동도지휘사사로 이름을 바꾸고 치소를 정요중위(定遼中衛)로 삼으며 2주 25위를 거느리게 했다.

## 행정구역
정요위, 개주위
| 위명/주명  | 속위명     | 한자       | 대략적 위치                        | 비고 |
| ---------- | ---------- | ---------- | ---------------------------------- | --- |
| 동녕위     | 동녕위     | 東寧衛     |                                    | 원나라에서 설치한 동녕부가 요동으로 이동한 것으로 1380년(홍무 13년)에 설치했다. 1386년 7월 재설치했다. |
| 해주위     | 해주위     | 海州衛     | 랴오닝성 하이청시                  | 본래 해주라고 불렀던 것을 홍부초에 치소를 등주성(澄州城)으로 바꾸고 1376년(홍무 9년)위를 설치했다. 1385년(홍무 28년)4월 주를 폐했다. 서남에 있는 빈해(濱海)에 염장(鹽場)이 있다. 서쪽에 있는 요하는 혼하, 태자하와 합쳐져 바다로 들어간다. 이를 보고 삼차하(三岔河)라고 한다. 또한 서, 남, 북에 있는 통강(通江)이 요하에서 합쳐진다. 동쪽에 있는 대반령관(大片嶺關)에는 염장이 존재한다. 동북으로 도사까지 120리거리에 있다. |
| 복주위     | 복주위     | 復州衛     | 다롄시 와팡뎬시 복주성진(復州城鎭) | 본래 복주(復州)라고 했는데, 1372년 6월 옛복주성(復州城)으로 치소를 옮겼다. 1377년 9월 위를 설치했다. 1385년 4월 주를 폐지했다. 서쪽에 빈해, 서남에 장생도(長生島)있고 남쪽에 있는 사하(沙河)는 마하(麻河)와 합쳐져 서에서 바다로 들어간다. 동쪽에 득리영성(得利嬴城)이 있다. 남쪽에 악고관(樂古關), 서쪽에 염장(鹽場), 북쪽에 철장(鐵場)이 있다. 북으로 도사까지 420리거리에 있다. |
| 금주위     | 금주위     | 金州衛     | 다롄시 진저우구                    | 본래 금주라고 했는데 1372년 옛 금주자리에 설치했다. 1375년 4월 위를 설치했다. 1385년 4월 주를 폐지했다. 동쪽에 있는 대흑산(大黑山)에선 소사하(小沙河)가 나온다. 또한 소흑산(小黑山)에서는 낙마하(駱馬河), 등사하(澄沙河)가 나온다. 동, 서, 남세방면에 빈해가 있다. 남쪽에 남관도(南關島)와 쌍도(雙島)와 삼산도(三山島), 동쪽에 연화도(蓮花島)와 피도(皮島)와 장행도(長行島), 동남에 금선도(金線島), 서남에 철산도(鐵山島), 동북에 소가도(蕭家島)가 있으며 관문이 있다. 남쪽에 여순구관(旅順口關)이 있는데, 여기서 해운이 올라온다. 남쪽과 북쪽에 2개의 성이 있는데, 북쪽에 있는 성에는 1369년(홍무 2년)에 설치한 중좌천호소(中左千戶所)가 있다. 동남에 망해과석성(望海堝石城)은 1409년 설치한 것이다. 위 동쪽에 철장(鐵場), 동북에 염장(鹽場)이 있다. 북으로 도사까지 600리 거리에 있다. |
| 광녕위     |            | 廣寧衛     | 진저우시 베이전시                  | 원대에 광녕부로(廣寧府路)였던 것을 홍무초에 폐하고 1390년 위를 설치했다 1392년 요왕부(遼王府)를 설치했다. 건문중에 봉호광형주부(封湖廣荊州府)로 고쳤다. 서쪽에 의무려산(醫無閭山)이, 남쪽에 빈해, 동쪽에 노하(路河), 동북에 주자하(珠子河)가 있다. 노하와 주자하는 하류에서 요하로 들어간다. 서쪽에 있는 판교하(板橋河)는 남에서 바다로 들어간다. 북쪽에 백토창관(白土廠關)과 수령관(水嶺關)이 있다. 서북에 위가령관(魏家嶺關)이 있다. 북쪽에 의주(懿州)가 있는데, 원에서는 요양로에 속했다가 1393년 정월에 광녕후둔위(廣寧後屯衛)로 삼았다. 1410년(영락 8년), 주를 폐지하고 위를 의주위성(義州衛城)으로 옮겼다. 서남에 여양관(閭陽關)과 동북에 망평현(望平縣)이 있다. 망평현은 원에서 광녕로라고 칭했다. 서북에 천주(川州)가 있었는데, 원에서는 대녕로(大寧路)에 속했다. 동북에 순주(順州)와 서북에 성주(成州)는 원대에 동녕로에 속했다. 서남에 있는 종수성(鍾秀城)에는 원나라가 천호소를 두었는데, 홍무중에 폐지했다. 동으로 도사까지 420리거리이다. |
| 광녕위     | 광녕중위   | 廣寧中衛   | 진저우시 베이전시                  | 1393년 정월에 설치했다가 2년후 1395년에 폐했다. 1402년(건문 4년. 그러나 건문제의 짧은 통치기간으로 인해 명사에서는 홍무 35년으로 표시) 1월에 복치했다. |
| 광녕위     | 광녕좌위   | 廣寧左衛   | 진저우시 베이전시                  | 1393년 정월에 설치했다가 2년후 1395년에 폐했다. 1402년(건문 4년. 그러나 건문제의 짧은 통치기간으로 인해 명사에서는 홍무 35년으로 표시) 1월에 복치했다. |
| 광녕위     | 광녕우위   | 廣寧右衛   | 진저우시 베이전시                  | 본래 대릉하의 둑(大淩河堡)이 있던 곳이었으나 1393년 정월에 광녕우위로 설치되었다가 1395년 폐지했다. 1402년 1월에 복치했다. |
| 광녕위     | 광녕전위   | 廣寧前衛   |                                    | 1393년 정월에 설치했다가 후에 폐했다. |
| 광녕위     | 광녕후위   | 廣寧後衛   |                                    | 1393년 정월에 설치했다가 후에 폐했다. |
| 의주위     | 의주위     | 義州衛     |                                    | 원나라 대녕로(大寧路) 의주였으나 홍무초에 주를 폐하였다. 1387년 8월 위를 설치했다. 위 서북쪽에 대릉하가 있는데, 아래로 흘러 바다로 들어간다. 위 동북에 청하(淸河)가 있는데, 아래로 흘러 대릉하와 합해진다. 동남쪽으로 도사까지 540리거리에 있다. |
| 광녕후둔위 | 廣寧後屯衛 | 廣寧後屯衛 | 차오양시 푸신 몽골족 자치현        | 1393년 옛 의주(懿州)땅에 설치했다. 1410년(영락 8년) 의주위성으로 옮겼다. |
| 광녕중둔위 | 廣寧中屯衛 | 廣寧中屯衛 |                                    | 원나라 대녕로 금주(錦州)였으나 홍무초에 주를 폐했다. 1391년 9월 위를 설치했다. 위 동쪽에 목엽산(木葉山)이 있다. 서홍라산(西紅螺山)이 서쪽과 동쪽을 아우르고 있다. 동남에 유봉산(乳峯山)이 있다. 동쪽에 대릉하와 소릉하가 흐른다. |
| 광녕좌둔위 | 廣寧左屯衛 | 廣寧左屯衛 |                                    | 1391년(홍무 24년) 9월 요하서쪽에 설치했다. 이후 광녕중둔위로 옮겼다. |
| 광녕우둔위 | 廣寧右屯衛 | 廣寧右屯衛 |                                    | 원나라 광녕부(廣寧府)였으나 1393년 정월에 십삼산보(十三山堡)에 설치했다. 1394년 옛 여양현(閭陽縣) 임해향(臨海鄕)으로 옮겼다. 북쪽에 십삼산(十三山)이 있다. 산의 서쪽에 십삼산보가 있다. 서쪽에 대릉하가 있다. 또한 서남쪽에 망매령(望梅嶺)이 있다. 또 남쪽에선 소금이 나고, 동쪽에선 철광석이 난다. 동남으로 도사까지 540리에 이른다. |
| 광녕전둔   | 廣寧前屯衛 | 廣寧前屯衛 |                                    | 원 대녕로 서주(瑞州)였으나 홍무초에 영평부에 속하게 했다. 1374년 7월, 주를 폐지했다. 1393년 정월에 위를 설치했다. 위 서북쪽에 만송산(萬松山), 북쪽에 팔반산(八盤山), 서쪽에 마자골(麻子峪)이 있다. 마자욕에선 철광석이 난다. 동남에 산구골(山口峪)이 있는데, 이곳에선 소금이 난다. 동북쪽에 육주하(六州河)가 있는데, 아래로 흘러 사산(蛇山)에 이르러 바다로 들어간다. 서쪽에 산해관이 있다. |
| 영원위     | 寧遠衛     |            | 후루다오시 싱청시                  | 1430년(선덕 5년) 정월 광녕전둔위와 광녕중둔위땅에 설치했다. 탕지(湯池)를 다스렸다. 위 서북쪽에 대단산(大團山)이 있다. 동북쪽에 장령산(長嶺山)이 있다. 남쪽에 빈해(賓海)가 있다. 동쪽에 도화도(桃花島)가 있다. 동남쪽에 각화도성(覺華島城)이 있다. 서쪽에 영원하(寧遠河)가 있다. 동쪽에 탑산(塔山)과 중좌천호소(中左千戶所)가 있다. |
| 심양위     | 심양중위   | 瀋陽中衛   | 선양시, 푸순시 서부 지역.          | 원나라 심양로(瀋陽路)였다. 홍무초 폐했다가 1398년 5월 위를 세웠다. 1391년 심양왕부를 세웠다. 1408년, 심양왕부를 산서성 노주로 옮겼다. 위 동쪽에 동모산(東牟山), 남쪽에 혼하(渾河)가 있다. 혼하는 동으로 가 심수로 들어간다. 서쪽에 요하가 있다. 동북쪽에 1388년에 세워진 무순천호소(撫順千戶所)가 있다. 동쪽에 무순관(撫順關)이 있다. 북쪽에 1388년에 세워진 포하천호소(蒲河千戶所)가 있다. 정요중위까지 남으로 120리거리이다. |
| 심양위     | 심양좌위   | 瀋陽左衛   |                                    | 홍무연간 심양우위와 함께 설치되었다. 건문초에 폐했다가 1402년 복구했다. 후에 폐지되었다. |
| 심양위     | 심양중둔위 | 瀋陽中屯衛 |                                    | 1398년, 5월에 설치했다. 건문중에 폐했다가 1402년 11월 복구했다. 북평도사(北平都司)를 거느렸다가 후에 후군도독부(後軍都督府)를 거느렸다. 북직례하간현장이 다스렸다. |
| 철령위     | 철령위     | 鐵嶺衛     | 톄링시                             | 철령위 참조 |
| 삼만위     | 삼만위     | 三萬衛     | 톄링시 카이위안시                  | 원나라 개원로(開元路)였다가 홍무초에 폐했다. 1387년12월 삼만위고성 서쪽에 설치했다. |
| 요해위     | 요해위     | 遼海衛     |                                    | 1390년, 3월 우가장(牛家莊)에 설치했다. 1393년, 삼만위성에 설치했다. |
| 안락주     | 안락주     | 安樂州     |                                    | 1409년 7월 설치했다. 삼만위성이 있다. |